# Lithophragma tenella
Lithophragma tenella är en stenbräckeväxtart som beskrevs av Thomas Nuttall, John Torrey och Gray. Lithophragma tenella ingår i släktet Lithophragma och familjen stenbräckeväxter. Inga underarter finns listade i Catalogue of Life.